# Bernay (Eure)
Bernay is een gemeente in het Franse departement Eure (regio Normandië). De gemeente telde 9.801 inwoners op 1 januari 2022. De plaats is de onderprefectuur van het arrondissement Bernay.

## Geschiedenis

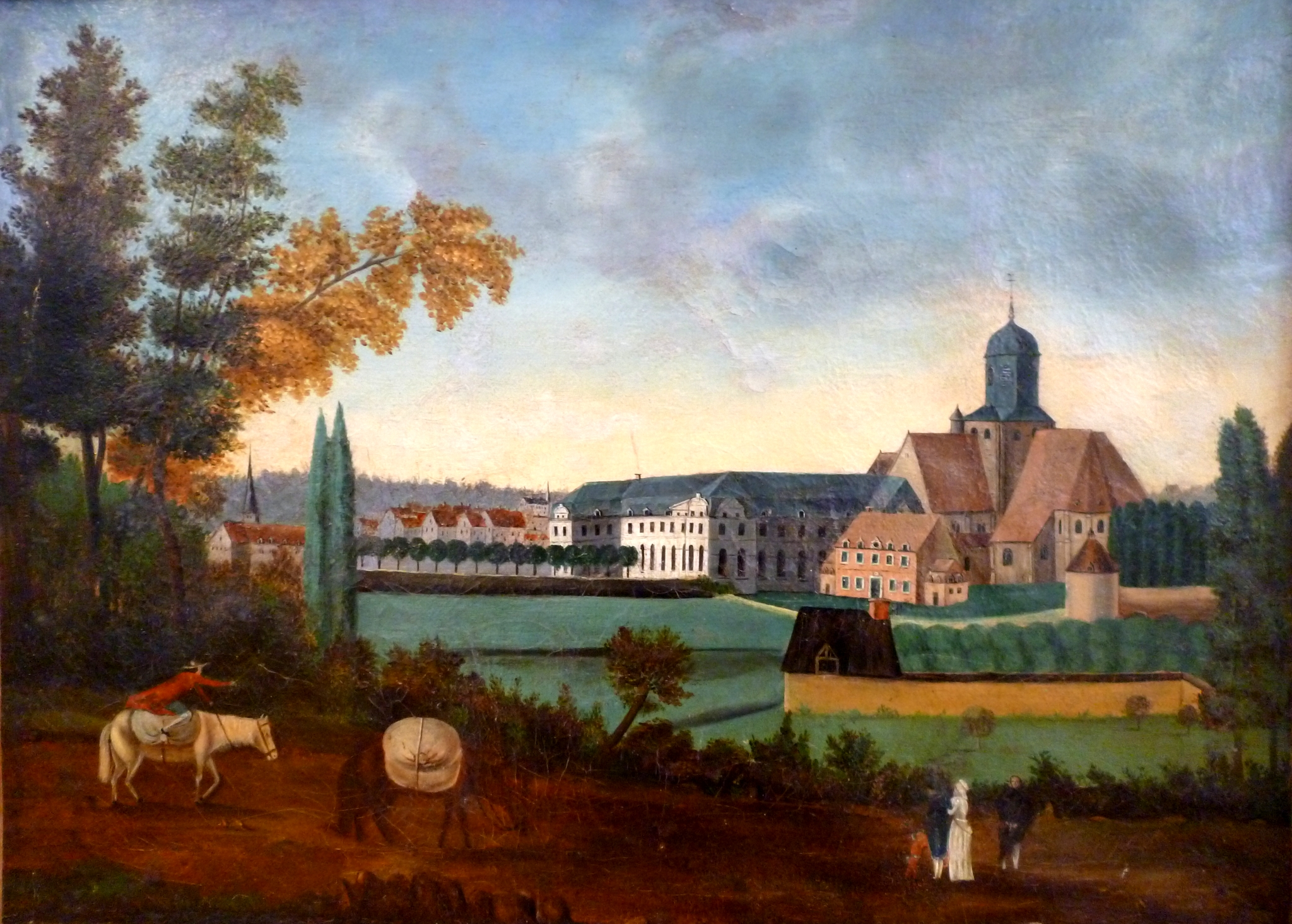
De abdij van Bernay in 1785

De plaats is ontstaan bij een benedictijner abdij.
In 1281 werd Bernay een eigen parochie met als parochiekerk de Sainte-Croix. Bernay werd een onderdeel van het graafschap Évreux en werd een belangrijke handelsstad, waar ook Joodse en Zwitserse handelaren actief waren. Bernay had een belangrijke textielindustrie en was ook bekend wegens de productie van schoenen. Verder waren er bedevaarten naar de kerk Notre-Dame de la Couture (begonnen in 1340), waar haren van Maria als reliek werden bewaard.
De stad werd zwaar getroffen tijdens de Honderdjarige Oorlog. In 1346 werd de stad ingenomen door Eduard III van Engeland. De stad werd vervolgens getroffen door de pest. In 1358 veroverde Karel II van Navarra, graaf van Évreux, de stad waarbij de kerk van Sainte-Croix vernield werd. Karel liet de stad verder versterken maar de stad kwam opnieuw in handen van de Engelsen. Karel III van Navarra heroverde Bernay in 1378. In 1417 nam Thomas van Clarence Bernay in en in 1422 kwam de stad opnieuw in Franse handen.
Aan het einde van de Middeleeuwen bloeide de stad, die qua grootte wedijverde met Évreux en Lisieux. Er waren een vijftal markthallen, een zoutschuur, een ziekenhuis, kloosters en twee parochiekerken. Vanaf 1540 viel Bernay rechtstreeks onder de Franse kroon.
De stad had erg te lijden onder de Hugenotenoorlogen. Ze werd ingenomen door de protestantse leider Gaspard de Coligny in 1563. De kloosters, de benedictijner abdij en de kapellen en kerken (uitgezonderd de Notre-Dame de la Couture) werden geplunderd en in brand gestoken. In 1588 werd Bernay het toevluchtsoord van de Gauthiers, die een boerenopstand waren begonnen. De opstand werd de kop ingedrukt door François van Montpensier, wiens soldaten Bernay plunderden. Aan het einde van de 16e eeuw werd de stad opnieuw getroffen door de pest.
Halfweg de 17e eeuw herstelde de stad zich economisch. In 1687 werd de stad getroffen door een zware storm die de torenspits van de nieuw kerk van Sainte-Croix vernielde.
In 1855 werd het spoorwegstation geopend.

## Geografie
De oppervlakte van Bernay bedroeg op 1 januari 2022 24,03 vierkante kilometer; de bevolkingsdichtheid was toen 407,9 inwoners per km². De Charentonne en de Cosnier stromen door de gemeente.
De onderstaande kaart toont de ligging van Bernay met de belangrijkste infrastructuur en aangrenzende gemeenten.

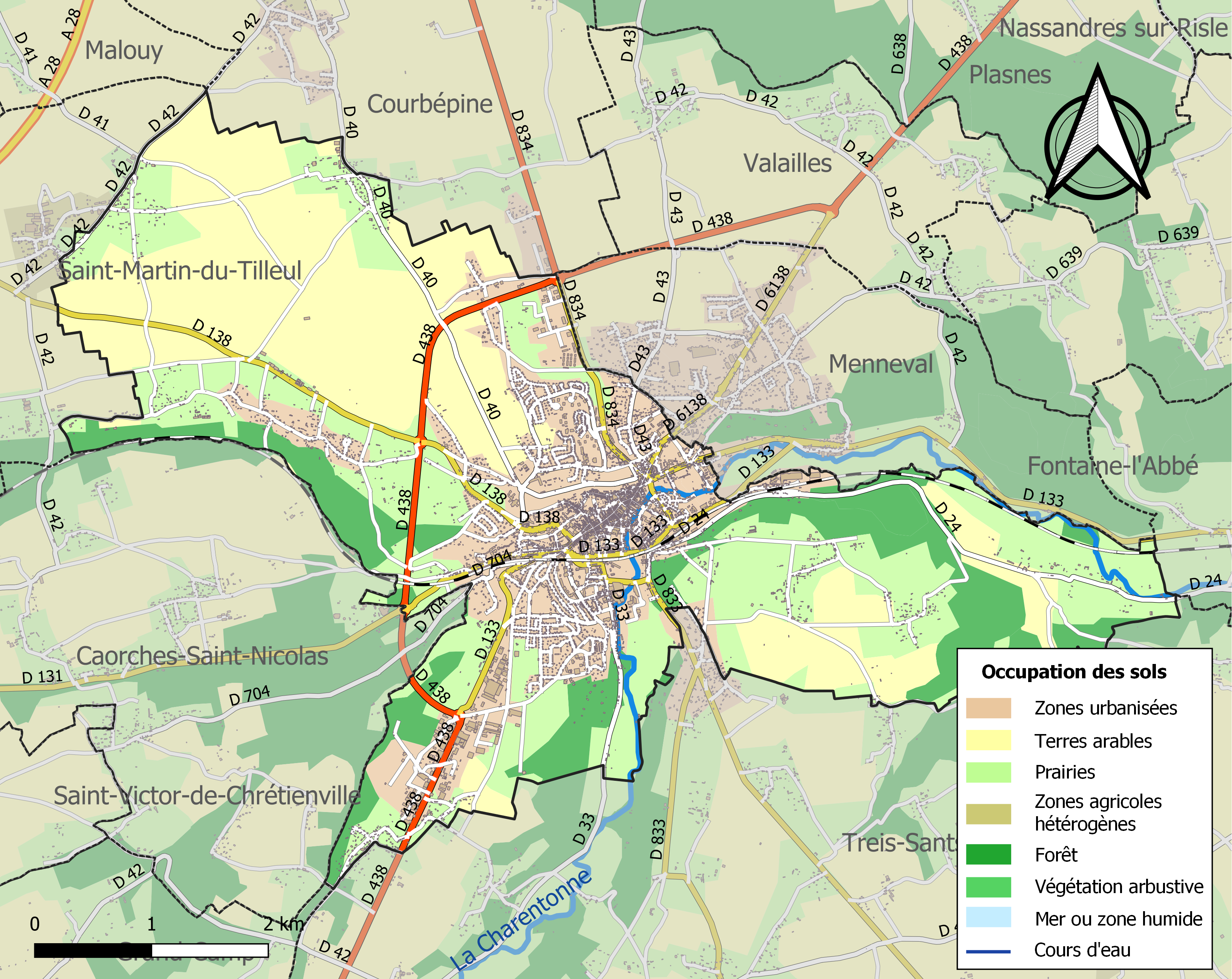

## Verkeer en vervoer
In de gemeente ligt spoorwegstation Bernay.

## Demografie
Onderstaande figuur toont het verloop van het inwonertal (bron: INSEE-tellingen).

## Geboren
- Stéphane Samson (1975), voetballer
- Marion Bunel (2004), wielrenster